# St. Marien (Gompertshausen)

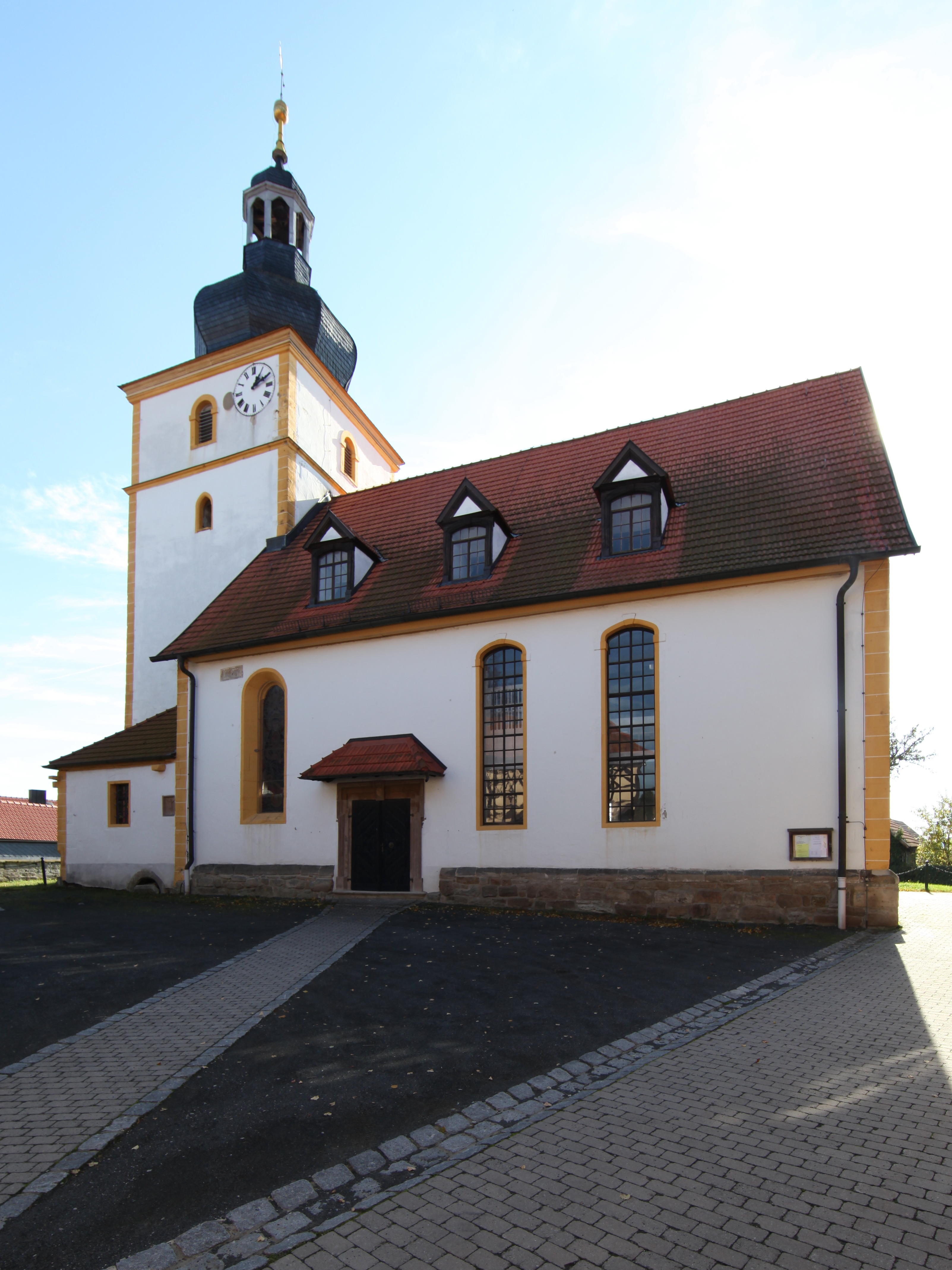
Die Kirche

Die denkmalgeschützte evangelisch-lutherische Dorfkirche St. Marien steht in Gompertshausen, einem Stadtteil von Heldburg im Landkreis Hildburghausen in Thüringen.
Einer Bauinschrift zufolge wurde die Kirche 1461 erbaut. Über einen Vorgängerbau ist nichts bekannt. Ab 1561 bis Ende 1918 war die Kirche eine eigenständige Pfarrkirche. Seither wird sie seelsorglich, wie von 1637 bis 1644, von Westhausen betreut.
In das 15 Meter lange Kirchenschiff baute man 1803 zwei Emporen auf verzierten Holzsäulen ein. Auch die flache Kirchendecke wird von solchen Säulen getragen. Die Buntglasfenster stammen aus dem 19. Jahrhundert. Hinter dem Altar im großen Ostfenster steht der Auferstandene von Engeln umgeben. An der Nordseite ist in dem Spitzbogenfenster Maria mit dem Jesuskind dargestellt. Das Südfenster ist dem Pfingstgeschehen gewidmet. Auch das Gemeindewappen ist dargestellt.